# Euphyia rufilineata
Euphyia rufilineata är en fjärilsart som beskrevs av W. Warren 1900. Euphyia rufilineata ingår i släktet Euphyia och familjen mätare. Inga underarter finns listade i Catalogue of Life.